# 하내군
하내군(河內郡)은 중국 한나라에서부터 당나라까지 존속한 군이다.

## 전한
옛 위나라 땅으로, 항우가 사마앙을 봉한 은(殷)나라에 연원을 둔다. 고제가 사마앙을 무찌르고 은나라를 병합하고서 옛 은나라 땅에 설치했다. 원시 2년(2년)의 인구조사에 따르면 24만 1246호, 160만 7097명을 관할했다. 하동군·하남군과 함께 삼하(三河)라 하여, 주에 속하지 않고 사례교위의 관할을 받았다. 현대의 신샹 시 시할구와 그 서북 지역, 허비 시, 안양 시 서부, 자오쭤 시, 지위안 시에 해당하며, 과거의 황하를 군의 남부 경계로 삼았다(현대에는 황하의 물줄기가 바뀌어 맞지 않는다). 아래의 속현 목록은 한서 지리지를 따른 것으로 원연·수화 지간(기원전 8년)의 현황으로 여겨진다. 18현을 관할했다.
| 현명   | 한자   | 대략적 위치             | 비고 |
| ------ | ------ | ----------------------- | --- |
| 회현   | 懷縣   | 자오쭤시 우즈 현 남서   | 군 치소가 있다. 공관이 있다. |
| 급현   | 汲縣   | 신샹시 웨이후이 시 남서 | |
| 무덕현 | 武德縣 | 자오쭤시 우즈 현 남동   | 진 시황제의 순행 때 무덕으로 천하를 평정했다 하여 이렇게 이름을 지었다.                                                                                    |
| 파현   | 波縣   | 지위안시 남동           | |
| 산양현 | 山陽縣 | 자오쭤시 동             | 동태항산(東太行山)이 북서쪽에 있다. |
| 하양현 | 河陽縣 | 자오쭤시 멍저우 시 서   | |
| 주현   | 州縣   | 자오쭤시 우즈 현 서     | |
| 공현   | 共縣   | 신샹시 후이셴 시        | 옛 공(共)나라다. 북산(北山)에서 기수(淇水)가 나와 동으로 여양에 이르러 하수로 들어간다.                                                                    |
| 평고현 | 平皐縣 | 자오쭤시 원 현 동       | |
| 조가현 | 朝歌縣 | 허비시 치 현            | 옛 상나라 제신 때의 서울로 강숙 봉의 봉토가 돼 이름을 위(衛)로 고쳤다.                                                                                     |
| 수무현 | 脩武縣 | 신샹시 훠자 현          | |
| 온현   | 溫縣   | 자오쭤시 원 현 동       | 옛 온(溫)나라로, 국성은 기(己)이며 소분생(蘇忿生)의 봉토였다.                                                                                              |
| 야왕현 | 壄王縣 | 자오쭤시 친양시         | 타이항산이 서북에 있다. 위 원군이 진나라에 이곳을 뺏기고 복양으로 옮겼다. 우정(邘亭)이 있는데 옛 우(邘)나라다.                                             |
| 획가현 | 獲嘉縣 | 신샹시 서               | 옛 급현 신중향(新中鄕)인데 원정 6년(기원전 111년)에 무제가 이곳을 지나다 남월을 격파하고 재상 여가의 머리를 얻었다는 소식을 듣고 이름을 고쳤다.            |
| 지현   | 軹縣   | 지위안시 남동           | 원향(原鄕)이 있는데 진 문공이 포위한 옛 원(原)나라다. |
| 침수현 | 沁水縣 | 지위안시 북동           | |
| 융려현 | 隆慮縣 | 안양시 린저우 시        | 국수(國水)가 북동으로 신성(信成)에 이르러 장갑하(張甲河)로 들어가니, 세 군을 지나 1840리를 간다. 철관이 있었다.                                            |
| 탕음현 | 蕩陰縣 | 안양시 탕인 현          | 탕수(蕩水)가 동으로 내황택(內黃澤)에 이른다. 서산(西山)에서 유수(羑水)가 나와 내황(內黃)에 이르러 탕수로 들어간다. 서주 문왕이 갇힌 유리성(羑里城)이 있다. |

## 신나라
군의 이름을 후수(後隊)로 고치고 다음 현의 이름을 고쳤다.
| 전한       | 신         |
| ---------- | ---------- |
| 회(懷)     | 하내(河內) |
| 하양(河陽) | 하정(河亭) |
| 조가(朝歌) | 아가(雅歌) |
| 야왕(壄王) | 평야(平野) |

## 후한
낙양에서 북으로 120리거리에 있다. 18성 159,770호 801,558명을 거느렸다.
| 현명     | 한자     | 비고                                                               |
| -------- | -------- | ------------------------------------------------------------------ |
| 회현     | 懷縣     |                                                                    |
| 하양현   | 河陽縣   | 담성(湛城)이 있다.                                                 |
| 지현     | 軹縣     | 원향(原鄕)이 있다.                                                 |
| 파현     | 波縣     |                                                                    |
| 침수현   | 沁水縣   |                                                                    |
| 야왕현   | 野王縣   | 태행산(太行山)과 사견취(射犬聚)가 있다.                            |
| 온현     | 溫縣     | 제수(濟水)가 나온다. 후한말 사마의의 고향으로 사마씨의 연고지였다. |
| 주현     | 州縣     |                                                                    |
| 평고현   | 平睾縣   | 형구(邢丘)가 있다. 옛 형나라의 도읍이 있었다. 이성(李城)이 있다.   |
| 산양읍   | 山陽邑   | 옹성(雍城)과 채성(蔡城)이 있다.                                    |
| 무덕현   | 武德縣   |                                                                    |
| 획가후국 | 獲嘉候國 |                                                                    |
| 수무현   | 脩武縣   |                                                                    |
| 공현     | 共縣     |                                                                    |
| 급현     | 汲縣     |                                                                    |
| 조가현   | 朝歌縣   |                                                                    |
| 탕음현   | 盪陰縣   |                                                                    |
| 임려현   | 林廬縣   | 전한대에 융려현이었던 것을 후한대 지금의 이름으로 고쳤다.          |

## 위진
조위때에는 탕음현이 위군으로 이관되었고, 266년(태시 2년) 군의 동부가 급군으로 분리되었다. 9현 52,000호를 거느렸다.
| 분리전 | 분리전                                                         | 분리후 | 분리후                                                         |
| ------ | -------------------------------------------------------------- | ------ | -------------------------------------------------------------- |
| 하내군 | 급현, 조가현, 공현, 임려현, 획가현, 수무현                     | 급군   | 급현, 조가현, 공현, 임려현, 획가현, 수무현                     |
| 하내군 | 야왕현, 주현, 회현, 평고현, 하양현, 침수현, 지현, 산양현, 온현 | 하내군 | 야왕현, 주현, 회현, 평고현, 하양현, 침수현, 지현, 산양현, 온현 |

영가의 난 시기 유총이 하내군을 점령하면서 전조의 지배하에 들어갔다. 후조의 지배하에 하남지역이 들어가자 후조는 하남군, 하동군, 홍농군, 형양군, 진류군을 모아 사주를 설치하면서 사주에서 제외되었다.

## 북위
467년(천안 2년)에 회주(懷州)가 설치되면서 회주로 소속이 옮겨졌다. 4현 9,905호 42,601명을 거느렸다.
| 현명   | 한자   | 비고                                                                           |
| ------ | ------ | ------------------------------------------------------------------------------ |
| 야왕현 | 野王縣 | 하내군의 치소이자 회주자사의 치소가 있다. 태행산이 있고 화악신(華岳神)이 있다. |
| 침수현 | 沁水縣 | 치소는 침성(沁城)이다. 침수(沁水)와 제수가 있다.                               |
| 하양현 | 河陽縣 |                                                                                |
| 지현   | 軹縣   | 지성(軹城)과 지관(軹關)이 있다                                                 |

천평초기에 하내군의 동부에 무덕군을 신설했다.
| 분리이전 | 분리이전                     | 분리이후 | 분리이후                     |
| -------- | ---------------------------- | -------- | ---------------------------- |
| 하내군   | 야왕현, 침수현, 하양현, 지현 | 하내군   | 야왕현, 침수현, 하양현, 지현 |
| 하내군   | 평고현, 온현, 회현, 주현     | 무덕군   | 평고현, 온현, 회현, 주현     |

## 수
무덕군을 통폐합했다. 주제를 실시했을 때에는 회주(懷州)라고 했다. 10현 133,606호를 거느렸다.
| 현명   | 한자   | 대략적 위치                     | 비고 |
| ------ | ------ | ------------------------------- | --- |
| 하내현 | 河內縣 | 자오쭤 시 친양 시               | 본래 야왕현이었다. 개황초에 군을 폐지했다. 596년(개황 16년) 하내현을 설치했다. 지현(軹縣)을 통폐합했다. |
| 온현   | 溫縣   | 자오쭤 시 원 현 동              | 과거 없어졌다가 596년(개황 16년)에 복구했다. 옛 온성(溫城)이다. |
| 제원현 | 濟源縣 | 지위안 시                       | 596년(개황 16년)에 설치했다. 과거 침수현이었는데, 북제에서 폐했다. 공산(孔山), 모산(母山), 제수(濟水), 기수(濝水), 옛 원성(原城)이 있다.                                                                                      |
| 하양현 | 河陽縣 | 자오쭤 시 멍저우 시 남 황하근처 | 과거 폐지했다가 596년(개황 16년)에 복구했다. 맹진(盟津), 옛 하양현의 치소가 있다. |
| 안창현 | 安昌縣 | 자오쭤 시 원 현 무덕진          | 본래 주현(州縣)이었다. 무덕군에 속했는데, 개황초에 군을 폐하면서 같이 폐했다. 598년(개황 18년) 형구현(邢丘)으로 복구했다가 대업초에 지금의 이름으로 고치고 회현(懷縣)을통폐합했다. 과거 평고현이 있었는데, 북제에서 폐지했다. |
| 왕옥현 | 王屋縣 | 지위안 시 왕옥진                | 옛날 장평현이라고 했는데, 북제에서 지금의 이름으로 고치고 회주를 설치했다. 평제에 미쳐서는 주를 폐하고 왕옥군을 설치했다. 개황초에 현으로 격하했다. 왕옥산(王屋山), 제자령(齊子嶺), 지관(軹關)이 있다.                        |
| 획가현 | 獲嘉縣 | 신샹 시 훠자 현                 | 북주에서 수무군에 소속시켰는데, 개황초에 군을 폐했다. 596년(개황 16년) 은주(殷州)를 설치했다. 대업초에 주를 폐지하면서 획가현으로 돌아왔다.                                                                                   |
| 신향현 | 新鄕縣 | 신샹 시                         | 현재 신샹 시의 실질적인 전신이다. 개황초에 신설했으며, 관관(關官)이 있다.과거 획가현이 있었으나, 북제에서 폐했다. |
| 수무현 | 修武縣 | 자오쭤 시 슈우 현               | 북위에서 수무현을 둔 것을 북제에서 통폐합했다. 동위의 광녕군이 있기도 했는데, 그것은 북주에서 폐지했다. |
| 공성현 | 共城縣 | 신샹 시 후이셴 시               | 본래 공현(共)이었는데, 북제에서 폐지했다. 개황6년 지금의 이름으로 복구했다. 공산(共山)과 록산(鹿山)이 있다. |

## 당
619년(당 고조 무덕 2년), 제원현 서남쪽 백애성(柏崖城)에 회주를 신설하고 대기현, 하양현, 집성현, 장천현의 4개현을 속현으로 두었다. 동년 제원현에는 서제주(西濟州)를, 무덕현에는 북의주(北義州)를, 그리고 회주, 서제주, 북의주, 척주의 4개주를 관할하는 총관부가 설치되었다. 620년(당 고조 무덕 3년), 회주에 태행현, 충의현, 자릉현, 곡지현, 온현의 5개현을 설치했다. 621년(당 고조 무덕 4년), 회주치소를 야왕성으로 옮겼고 온현에는 평주(平州)를 세우고 온현을 그 속현으로 두었고 곡지현, 태행현, 충의현, 자릉현의 4개현을 폐지했다. 이후 평주는 폐지되었다. 엣 수나라 하양궁에 맹주(盟州)를 세우고 하양현, 집성현, 온현의 3개현을 속현으로 두개했고 서제주, 북의주, 척주가 회주에 통폐합되었다. 획가현에는 은주(殷州)를 두었다. 이로써 회주총관부는 회주, 맹주, 은주의 3개주만 통치하게 되었다. 당시 회주는 하내현, 무덕현, 지현, 제원현의 5개현을 관할하고 있었다. 625년(당 고조 무덕 8년), 맹주를 폐지하고 집성현을 하양현에 통폐합했으며 하양현과 온현의 2개현이 회주로 내속되었다. 627년(당 태종 정관 원년), 총관부를 도독부로 격하했고 은주와 소주(邵州)를 폐지하고 수무현, 획가현, 무척현, 왕옥현의 4개현을 내속시켰다. 그리고 회현과 지현의 2개현을 폐지했다. 657년(당 고종 현경 2년) 하양현, 온현, 제언현, 왕옥현의 4개현을 낙주(洛州)로 옮겼다. 742년(당 현종 천보 원년)에 군현제를 실시하면서 하내군으로 개명되었으나 758년(당 숙종 건원 원년) 주현제를 실시하면서 회주로 복귀되었다. 9현을 관할했다. 30,090호 126,916명을 거느렸으나 천보연간에는 5현, 55,349호 318,126명을 거느렸다.
| 현명   | 한자   | 대략적 위치                        | 비고 |
| ------ | ------ | ---------------------------------- | --- |
| 하내현 | 河內縣 | 자오쭤 시 친양 시                  | 621년 태행현, 충의현, 자릉현의 3개현을 통폐합했다. |
| 무덕현 | 武德縣 | 자오쭤 시 원 현 무덕진             | 수나라 안창현이었다가 620년 지금의 이름으로 개명되었다. |
| 무척현 | 武陟縣 | 자오쭤 시 우즈 현 친허 서남쪽 건너 | 한대 회현의 옛 성이 당시 치소의 서쪽에 있다. |
| 수무현 | 修武縣 | 자오쭤 시 슈우 현                  | 619년 이원덕이 현 동북쪽 옛 독록성(濁鹿城)을 가지고 귀순하자 이를 기념하여 척주(陟州)를 신설했다. 621년, 이원덕을 토벌하고 무척현으로 격하되었고 은주에 소속되었고 현치소가 수나라의 수무성으로 옮겾졌다. 627년 은주가 폐지되자 회주로 내속되었다. |
| 획가현 | 獲嘉縣 | 신샹 시 훠자 현                    | 621년 우현에 은주를 신설했으나 627년 폐지되었다. 이후 신향현과 공성현은 위주로 옮겨졌다. |
| 온현   | 溫縣   | 자오쭤 시 원 현                    | |
| 하양현 | 河陽縣 | 자오쭤 시 멍저우 시 남 황하근처    | |
| 제원현 | 濟源縣 | 지위안 시                          | |
| 왕옥현 | 王屋縣 | 지위안 시 왕옥진                   | |

## 군수·태수

### 전한
- 주아부(? ~ 기원전 158년)
- 왕온서(? ~ 기원전 119년)
- 조팽조(? ~ 기원전 77년)
- 위현성(? ~ 기원전 58년)
- 견존(? ~ 기원전 24년)
- 방진(? ~ 기원전 14년)
- 유흠(기원전 5년 ~ ?)
- 조창(기원전 3년 ~ 기원전 1년)
- 적의(기원전 1년? ~ 평제 시기)
- 서명(徐明, 전한 시기)[11]

### 후한
- 한흠(24년 당시)[12]
- 구순(25년 ~ 27년)
- 임연(59년 ~ 68년)
- 종균(영평 연간)
- 조포(95년 ~ ?)
- 마릉(? ~ 영초 연간)
- 번준(111년 ~ 114년)
- 황창(순제 시기)
- 주경(환제 시기?)
- 주거(환제 시기?)
- 위랑(? ~ 169년)
- 주준(185년 당시)
- 왕광(189년 이후 ~ 190년 이후)
- 장양(190년 이후 ~ 196년)
- 유훈(199년 이후 ~ 213년 이후)